# Canton de Beaune-Nord
Le canton de Beaune-Nord était une division administrative française située dans le département de la Côte-d'Or et la région Bourgogne-Franche-Comté.

## Représentation

### Conseillers généraux de 1833 à 2015
| Période | Période      | Identité                             | Étiquette           | Qualité |
| ------- | ------------ | ------------------------------------ | ------------------- | --- |
| 1833    | 1848         | Claude Michaud-Moreil (1777-1855)    |                     | Négociant en vins, maire de Beaune                                                                                      |
| 1848    | 1866 (décès) | François Molin Aîné (1791-1866)      |                     | Avocat à Beaune, ancien conseiller général du canton de Beaune-Sud                                                      |
| 1866    | 1870         | Guillaume Félix Alphonse Marey-Monge | Majorité dynastique | Diplomate Maire de Pommard, conseiller d'arrondissement Député au Corps législatif (1861-1870)                          |
| 1870    | 1895         | Paul Bouchard                        | Républicain         | Propriétaire à Bligny-sous-Beaune Négociant en vins                                                                     |
| 1895    | 1907         | Henri Ricard                         | Rad.                | Médecin à Beaune Député (1891-1902) Sénateur (1903-1910)                                                                |
| 1907    | 1940         | Étienne Camuzet (1867-1946)          | Rad. puis PRS       | Viticulteur Maire de Vosne-Romanée (1920-1929) Député (1902-1932) Nommé conseiller départemental en 1942                |
|         |              |                                      |                     | |
| 1945    | 1967         | Jean Latour (1905-1995)              | DVD-CNIP            | Viticulteur Maire de Aloxe-Corton Suppléant du député Albert Lalle (1958-1967)                                          |
| 1967    | 1992         | Pierre Petitjean                     | RI puis UDF         | Viticulteur Maire de Savigny-lès-Beaune                                                                                 |
| 1992    | 2004         | Lucien Jacob                         | RPR                 | Viticulteur Député (1978-1981) et (1986-1988) Maire d'Échevronne, ancien suppléant du député Jean-Philippe Lecat (1978) |
| 2004    | 2015         | Denis Thomas                         | UMP                 | Président de l'office du tourisme de Beaune                                                                             |

### Conseillers d'arrondissement (de 1833 à 1940)
| Période                                  | Période      | Identité                             | Étiquette                | Qualité |
| ---------------------------------------- | ------------ | ------------------------------------ | ------------------------ | --- |
| 1833                                     | 1848         | Denis Guillaume Vauchey-Véry         |                          | Propriétaire et négociant à Beaune                                                                          |
| 1848                                     | 1851         | Henri Welter                         | Républicain radical      | Brasseur, maire de Beaune (1848-1851, révoqué), condamné à l'exil à Annecy                                  |
| 1852                                     | 1866         | Guillaume Félix Alphonse Marey-Monge | Bonapartiste             | Maire de Pommard                                                                                            |
| 1866                                     | 1871         | Pierre Émiland Rolland               | Bonapartiste             | Maire de Meursault                                                                                          |
| 1871                                     | 1878         | Justin Édouard                       |                          | Négociant à Beaune                                                                                          |
| 1878                                     | 1886         | Joseph Poidevin                      | Républicain progressiste | Négociant en vins, maire de Beaune (1878-1882)                                                              |
| 1886                                     | 1910         | Pierre Mouchoux (1843-1929)          |                          | Maire de Meursault, Président du Conseil d'arrondissement                                                   |
| 1910                                     | 1924 (décès) | Alfred Giraud                        | Radical                  | Négociant, maire de Meursault                                                                               |
| Juin 1924                                | 1928         | Ernest Vieillard                     | SFIO                     | Viticulteur à Beaune, Président de la Société viticole                                                      |
| 1928                                     | 1934         | Charles Giraud                       | Républicain              | Négociant, maire de Meursault                                                                               |
| 1934                                     | 1940         | Denis Bizot (1887-1972)              | Radical                  | Docteur en médecine à Beaune                                                                                |
| 1940                                     |              |                                      |                          | Les conseils d'arrondissement ont été suspendus par la loi du 12 octobre 1940 et n'ont jamais été réactivés |
| Les données manquantes sont à compléter. |              |                                      |                          | |

## Composition
Le canton de Beaune-Nord regroupait 15 communes :
| Communes            | Population (2012) | Code postal | Code Insee |
| ------------------- | ----------------- | ----------- | ---------- |
| Aloxe-Corton        | 188               | 21420       | 21010      |
| Auxey-Duresses      | 337               | 21190       | 21037      |
| Beaune (1)          | 10 244            | 21200       | 21054      |
| Bouilland           | 189               | 21420       | 21092      |
| Bouze-lès-Beaune    | 326               | 21200       | 21099      |
| Échevronne          | 271               | 21420       | 21241      |
| Mavilly-Mandelot    | 151               | 21190       | 21397      |
| Meloisey            | 286               | 21190       | 21401      |
| Meursault           | 1 567             | 21190       | 21412      |
| Monthelie           | 176               | 21190       | 21428      |
| Nantoux             | 186               | 21190       | 21450      |
| Pernand-Vergelesses | 283               | 21420       | 21480      |
| Pommard             | 552               | 21630       | 21492      |
| Savigny-lès-Beaune  | 1 376             | 21420       | 21590      |
| Volnay              | 287               | 21190       | 21712      |

(1) fraction de commune.

### Intercommunalité
L'ensemble des communes du canton faisait partie de la Communauté d'agglomération Beaune Côte et Sud.

## Démographie
| 1962 | 1968 | 1975 | 1982 | 1990   | 1999   | 2006   | 2011   | 2012   |
| ---- | ---- | ---- | ---- | ------ | ------ | ------ | ------ | ------ |
| -    | -    | -    | -    | 16 214 | 16 829 | 16 419 | 16 240 | 16 270 |